# Degradación (pena)

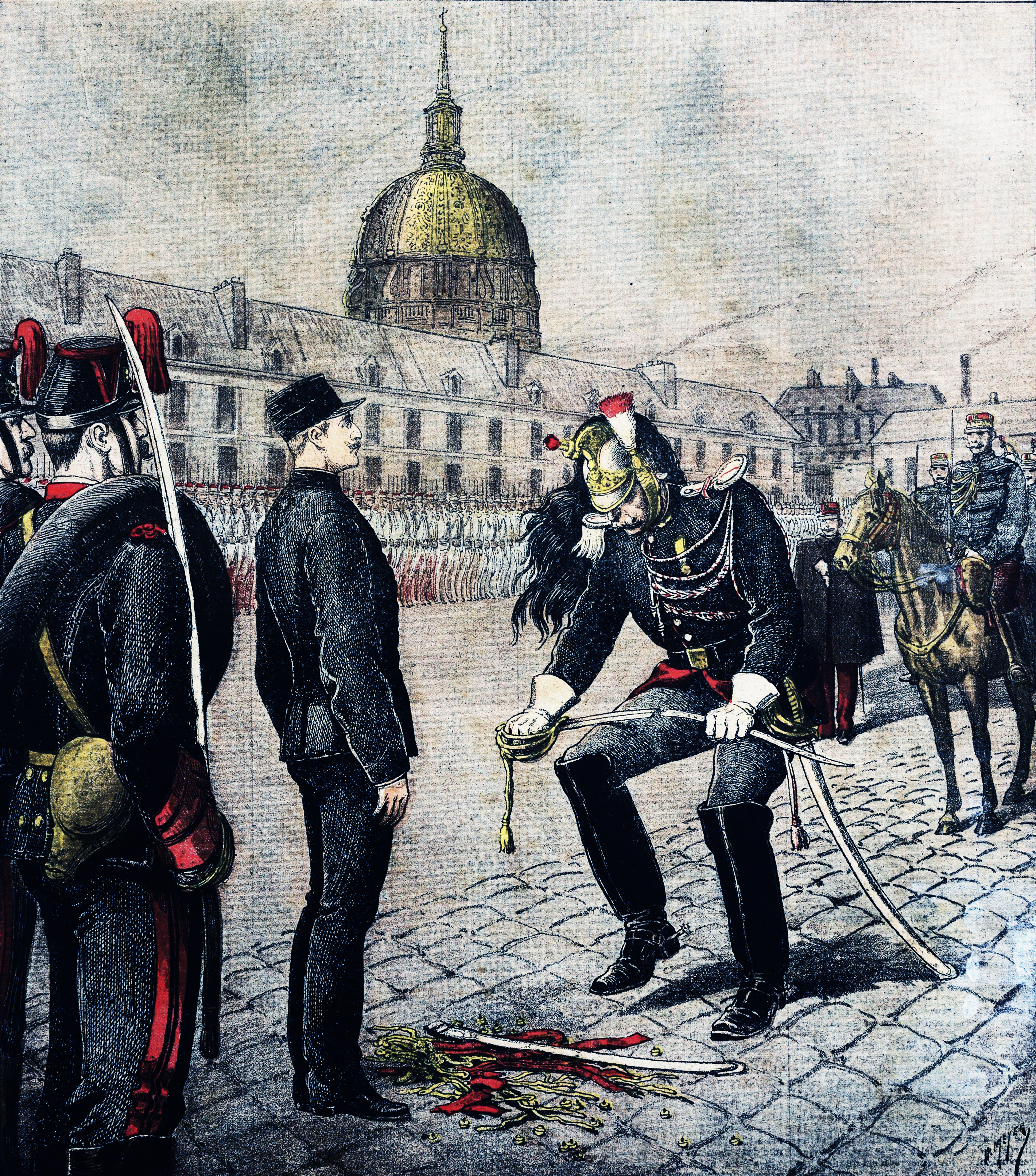
Cuadro de Henri Meyer que reproduce el momento de la ceremonia de degradación del teniente coronel francés Alfred Dreyfus, víctima del célebre Caso Dreyfus.

La pena de degradación es una pena característica del derecho penal militar, que consiste en  señalar formalmente que la persona condenada es indigna de ser militar y por ello es despojada de su grado, uniforme, armas, insignias, condecoraciones, dignidades, honores, remuneraciones y beneficios correspondientes, quedando expulsada de la institución militar. La pena se ejecuta habitualmente en una ceremonia solemne, en público o ante la tropa. Se trata de una pena infamante porque acarrea la deshonra de la persona condenada. En inglés la pena es denominaba dishonorable discharge (baja deshonrosa), y la ceremonia de degradación es denominada cashiering.
En algunos países existen penas criminales alternativas a la degradación y menos graves, como la destitución, la expulsión, la separación del servicio, y la pérdida del estado militar.
Por tratarse de una pena infamante la pena de degradación ha sido cuestionada como violatoria de los derechos humanos, razón por la cual algunos países la han eliminado de su legislación militar, como son los casos de Argentina y España. También existe una tendencia a suprimir los códigos penales militares, con sus penas especiales, para establecer reglamentos de disciplina no penales, remitiendo las conductas criminales en el ámbito militar a las leyes penales comunes.
La degradación no debe ser confundida con las sanciones disciplinarias no criminales en el ámbito militar, que también significan la expulsión del agente, que tienen diferentes denominaciones y alcances, como destitución, pérdida del estado militar, separación del servicio, etc.  
El derecho canónico de la Iglesia católica también tiene una sanción disciplinaria denominada "degradación". Actualmente se trata de una sanción disciplinaria y no de una "pena" propiamente dicha -que sólo puede ser impuesta por el Estado en uso del ius puniendi (poder punitivo)-, pero antiguamente, en los Estados teocráticos cristianos, la degradación también era una pena que integraba el derecho penal.

## Historia
El origen de la degradación podría encontrarse usada en el paganismo pues las vestales condenadas a muerte no eran entregadas al ejecutor de la sentencia, sin que antes las hubiesen despojado los pontífices de las vestiduras propias de su instituto.
La degradación de los eclesiásticos, que han sido condenados por algún crimen que han cometido, está ordenada por muchos cánones antiguos y decretales pontificias, por el derecho romano y por antiguas leyes españolas. 
Justiniano en la novela 83 se expresa así sobre este punto: 

Illud palam est, si reum esse putaverit eum qui convenitur provinciœ prœses, et poena judicaverit dignum, prius hunc spoliari ab episcopo sacerdotali dignitate -et ita sub legum fieri manu.

Según las antiguas formalidades, era necesario cierto número de obispos para degradar a un eclesiástico promovido a las órdenes sagradas. Pero como esta circunstancia producía dilaciones y contiendas por la resistencia de algunos obispos que exigían la comunicación del proceso para instruirse de ía verdad del delito, se ordenó finalmente por el concilio de Trento que bastase un obispo para la ejecución de semejante ceremonia. Presentase, pues, el sacerdote delincuente con las vestiduras de decir misa, y el obispo revestido de pontifical le va quitando sucesivamente la casulla, la estola, el manípulo y el alba, pronunciando al mismo tiempo ciertas palabras que le echan en cara su indignidad. Se le cae por fin la corona y luego la justicia secular se apodera del reo y dispone la ejecución de la sentencia dada contra él.
Hay degradación real o actual y degradación verbal: la primera es la que se ejecuta con las solemnidades prevenidas por derecho o introducidas por la costumbre y la segunda, la que se declara por juez competente en la sentencia definitiva, sin que intervenga después ceremonia ni solemnidad alguna.